# The Rise and Fall
The Rise And Fall – czwarty album brytyjskiego zespołu ska- pop rockowego Madness. Materiał został nagrany w 1982 roku w Air Studios, a wydany został przez wytwórnię Stiff Records. Producentami płyty byli Clive Langer i Alan Winstanley. Album zajął 10 miejsce na brytyjskiej liście przebojów. 
Jest to najbardziej eksperymentalna płyta w dorobku zespołu, odchodzą na niej od swojego typowego brzmienia, jedynie "Tomorrow's (Just Another Day)" i "Our House" nawiązują do stylu grupy z poprzednich albumów. "Our House" stał się jednym z największych przebojów w historii Madness.

## Spis utworów
1. "Rise and Fall" – 3:16 (McPherson/Foreman)
2. "Tomorrow's (Just Another Day)" – 3:10 (Smyth/Barson)
3. "Blue Skinned Beast" – 3:22 (Thompson)
4. "Primrose Hill" – 3:36 (McPherson/Foreman)
5. "Mr. Speaker Gets the Word" – 2:59 (McPherson/Barson)
6. "Sunday Morning" – 4:01 (Woodgate)
7. "Our House" – 3:23 (Smyth/Foreman)
8. "Tiptoes" – 3:29 (McPherson/Barson)
9. "New Delhi" – 3:40 (Barson)
10. "That Face" – 3:39 (McPherson/Foreman)
11. "Calling Cards" – 2:19 (Thompson/Foreman)
12. "Are You Coming (With Me)" – 3:17 (Thompson/Barson)
13. "Madness (Is All in the Mind)" – 2:53 (Foreman)

## Single z albumu
- "Our House" (Listopad 1982) UK # 5
- "Tomorrow's (Just Another Day)" / "Madness (Is All in the Mind)" (Luty 1983) UK # 8 – singel z dwiema stronami A

## Muzycy
- Graham McPherson (Suggs) – wokal
- Mike Barson (Monsieur Barso) – instrumenty klawiszowe, harmonijka ustna, instrumenty perkusyjne
- Chris Foreman (Chrissie Boy) – gitara
- Mark Bedford (Bedders) – gitara basowa
- Lee Thompson (Kix) – saksofon
- Daniel Woodgate (Woody) – perkusja
- Cathal Smyth (Chas Smash) – drugi wokal, trąbka, wokal (13)